# Liste des auteurs et œuvres publiés dans la Bibliothèque de la Pléiade
Cette liste recense tous les noms des auteurs publiés par la collection de la « Bibliothèque de la Pléiade » des éditions Gallimard, accompagnés du titre des volumes dans leur édition la plus récente et de leur date de parution, ainsi que les titres des albums édités chaque année à l'occasion de la « Quinzaine de la Pléiade ».
La Pléiade choisit et élabore des éditions suivant la thématique choisie et la pérennité de l'auteur. Une quinzaine d'ouvrages sont élaborés annuellement.
Certains livres sont épuisés, et ne sont trouvables qu'en occasion. Gallimard peut décider de leurs rééditions. Une édition d'un auteur en cours de publication peut être interrompue.

## A
- Émile-Auguste Chartier, dit Alain
  - Les Arts et les dieux, 1958
  - Les Passions et la Sagesse, 1960
  - Propos, 2 volumes, 1956-1970
- Alain-Fournier : Le Grand Meaulnes suivi de Choix de lettres, de documents et d'esquisses, 2020
- Hans Christian Andersen : Œuvres, 2 volumes, 1992-1995
- Jean Anouilh : Théâtre, 2 volumes, 2007
- Guillaume Apollinaire
  - Œuvres poétiques, 1956
  - Œuvres en prose complètes, 3 volumes, 1977-1993
- Louis Aragon
  - Œuvres romanesques complètes, 5 volumes, 1997-2012
  - Œuvres poétiques complètes, 2 volumes, 2007
  - Essais littéraires, 2025
- Aristophane : Théâtre complet, 1997
- Aristote : Œuvres I (Éthiques, Politique, Rhétorique, Poétique, Métaphysique), 2014
- Agrippa d'Aubigné : Œuvres, 1969
- Saint Augustin
  - Œuvres I – Les Confessions, Dialogues philosophiques, 1998
  - Œuvres II – La Cité de Dieu, 2000
  - Œuvres III – Philosophie, catéchèse, polémique, 2002
- Jane Austen : Œuvres romanesques complètes, 2 volumes, 2000-2013
- Thérèse d'Avila : Œuvres, 2012
- Marcel Aymé : Œuvres romanesques complètes, 3 volumes, 1989-2001

## B
- Honoré de Balzac
  - La Comédie humaine, 11 volumes, 1935-1960 (édition de Marcel Bouteron) ;  La Comédie humaine (nouvelle édition), 12 volumes, 1976-1981
  - Œuvres diverses, 2 volumes, 1990-1996
  - Correspondance, 3 volumes, 2006-2017
- Jules Barbey d'Aurevilly : Œuvres romanesques complètes, 2 volumes, 1964-1966
- Georges Bataille : Romans et récits, 2004
- Charles Baudelaire
  - Correspondance, 2 volumes, 1973
  - Œuvres complètes, 2 volumes, 1975-1976
  - Œuvres complètes, 2 volumes, 2024
- Pierre-Augustin Caron de Beaumarchais : Œuvres, 1988
- Simone de Beauvoir : Mémoires, 2018
- Georges Bernanos
  - Romans suivis de Dialogues des carmélites, 1961 ; nouvelle édition Œuvres romanesques complètes, 2 volumes, 2015
  - Essais et écrits de combat, 2 volumes, 1972-1995
- Nicolas Boileau : Œuvres complètes, 1966
- Yves Bonnefoy : Œuvres poétiques, 2023
- Jorge Luis Borges : Œuvres complètes, 2 volumes, 1993-1999 ; nouvelle édition, 2 volumes, 2010
- Jacques-Bénigne Bossuet : Œuvres, 1961
- Mikhaïl Boulgakov
  - Œuvres I – La Garde blanche - Nouvelles, récits, articles de variétés, 1997
  - Œuvres II – Le Maître et Marguerite et autres romans, Théâtre, 2004
- Brantôme : Recueil des dames, poésies et tombeaux, 1991
- Bertolt Brecht : Écrits sur le théâtre, 2000
- André Breton : Œuvres complètes, 4 volumes, 1988-2008
- Anne, Charlotte et Emily Brontë
  - Jane Eyre précédé de Œuvres de jeunesse (1826-1847), 2008
  - Wuthering Heights et autres romans (1847-1848), 2002
- Buffon : Œuvres, 2007

## C
- Jean Calvin : Œuvres, 2009
- Italo Calvino : Romans, 2024
- Albert Camus : Œuvres complètes, 4 volumes, 2006-2008
- Cao Xueqin : Le Rêve dans le pavillon rouge, 2 volumes, 1981
- Lewis Carroll : Œuvres, 1990
- Giacomo Casanova : Histoire de ma vie, 3 volumes, 2013-2015
- Louis-Ferdinand Céline
  - Romans, 4 volumes, 1981-1993
  - Lettres, 2009
- Blaise Cendrars
  - Œuvres autobiographiques, 2 volumes, 2013
  - Œuvres romanesques précédé de Poésies complètes, 2 volumes, 2017
- Miguel de Cervantes
  - Œuvres romanesques complètes I – La Galatée, Don Quichotte de la Manche, 2001
  - Œuvres romanesques complètes II – Nouvelles exemplaires, Les Épreuves et travaux de Persilès et Sigismunda, 2001
  - Don Quichotte de la Manche, 2015 (tirage spécial)
- René Char : Œuvres complètes, 1983 (nouvelle édition augmentée en 1995)
- François-René de Chateaubriand
  - Mémoires d'outre-tombe, 2 volumes, 1947-1950
  - Œuvres romanesques et voyages, 2 volumes, 1969-1970
  - Essai sur les révolutions - Génie du christianisme, 1978
- André Chénier : Œuvres complètes, 1940
- Chrétien de Troyes : Œuvres complètes, 1994
- Emil Cioran : Œuvres, 2012
- Paul Claudel
  - Théâtre, 2 volumes, 1948 (nouvelle édition en 2011)
  - Œuvre poétique, 1957
  - Journal, 2 volumes, 1968-1969
  - Œuvres en prose, 1965
- Jean Cocteau
  - Œuvres poétiques complètes, 1999
  - Théâtre complet, 2003
  - Œuvres romanesques complètes, 2006
- Albert Cohen
  - Belle du Seigneur, 1986
  - Œuvres, 1993
- Colette : Œuvres, 4 volumes, 1984-2001
- Joseph Conrad
  - Œuvres, 5 volumes, 1982-1992
  - Au cœur des ténèbres et autres écrits, 2017 (tirage spécial)
- Benjamin Constant : Œuvres, 1957
- Tristan Corbière, Charles Cros : Œuvres complètes, 1970
- Pierre Corneille : Œuvres complètes, 3 volumes, 1980-1987
- Paul-Louis Courier : Œuvres complètes, 1940
- Jean de la Croix : Œuvres, 2012

## D
- Dante
  - Œuvres complètes, 1965
  - La Divine Comédie, 2021
- Alphonse Daudet : Œuvres, 3 volumes, 1986-1994
- Daniel Defoe
  - Romans, 2 volumes, 1959-1970
  - Robinson Crusoé, 2018 (tirage spécial)
- René Descartes
  - Œuvres et lettres, 1937 et 1953 (édition remaniée et augmentée)
  - Œuvres, 2 volumes, 2024
- Charles Dickens
  - Souvenirs intimes de David Copperfield - De grandes espérances, 1954
  - Dossier de la maison Dombey et fils - Temps difficiles, 1956
  - Les Papiers posthumes du Pickwick Club - Les Aventures d'Olivier Twist, 1958
  - Le Magasin d'antiquités - Barnabé Rudge, 1962
  - La Vie et les Aventures de Nicolas Nickleby - Livres de Noël, 1966
  - La Petite Dorrit - Un conte de deux villes, 1970
  - La Maison d'Âpre-Vent - Récits pour Noël et autres, 1979
  - Esquisses de Boz - Martin Chuzzlewit, 1986
  - L'Ami commun - Le Mystère d'Edwin Drood, 1991
- Denis Diderot
  - Contes et romans, 2004
  - Œuvres philosophiques, 2010
- Fiodor Dostoïevski
  - Crime et Châtiment, 1950
  - Les Frères Karamazov, 1952
  - L'Idiot, 1953
  - Les Démons - Les Pauvres Gens, 1955
  - L'Adolescent, 1956
  - Récits, chroniques et polémiques, 1969
  - Journal d'un écrivain, 1972
- Arthur Conan Doyle
  - Sherlock Holmes, 2 volumes, 2025
- Pierre Drieu la Rochelle : Romans, nouvelles, récits, 2012
- Georges Duby : Œuvres, 2019
- Alexandre Dumas
  - Les Trois Mousquetaires - Vingt ans après, 1962
  - Le Comte de Monte-Cristo, 1981
  - Le Vicomte de Bragelonne, 2023
- Marguerite Duras : Œuvres complètes, 4 volumes, 2011-2014

## E
- George Eliot : Middlemarch précédé de Le Moulin sur la Floss, 2020
- Paul Éluard : Œuvres complètes, 2 volumes, 1968

## F
- William Faulkner :
  - Œuvres romanesques, 5 volumes, 1977-2016
  - Nouvelles, 2017
- Fénelon : Œuvres, 2 volumes, 1983-1997
- Georges Feydeau : Théâtre, 2021
- Henry Fielding : Romans, 1964
- Francis Scott Fitzgerald : Romans, nouvelles et récits, 2 volumes, 2012
- Gustave Flaubert
  - Correspondance, 5 volumes + Index, 1973-2007
  - Œuvres (ancienne édition), 2 volumes, 1936
  - Œuvres complètes, 5 volumes, 2001-2021
- Michel Foucault : Œuvres, 2 volumes, 2015
- Anatole France : Œuvres, 4 volumes, 1984-1994
- Saint François de Sales : Œuvres, 1969
- Eugène Fromentin : Œuvres complètes, 1984

## G
- Federico García Lorca : Œuvres complètes, 2 volumes, 1981-1990
- Romain Gary : Romans et récits, 2 volumes, 2019
- Charles de Gaulle : Mémoires de guerre, 2000
- Théophile Gautier : Romans, contes et nouvelles, 2 volumes, 2002
- Jean Genet
  - Théâtre complet, 2002
  - Romans et poèmes, 2021
- André Gide
  - Anthologie de la poésie française, 1949
  - Journal, 2 volumes, 1996-1997
  - Essais critiques, 1999
  - Souvenirs et voyages, 2001
  - Romans et récits - Œuvres lyriques et dramatiques, 2 volumes, 2009
- Jean Giono
  - Œuvres romanesques complètes, 6 volumes, 1971–1983
  - Récits et essais, 1988
  - Journal - Poèmes - Essais, 1995
  - Un roi sans divertissement et autres romans, 2020 (tirage spécial)
- Jean Giraudoux
  - Théâtre complet, 1982
  - Œuvres romanesques complètes, 2 volumes, 1990-1994
- Joseph Arthur de Gobineau : Œuvres, 3 volumes, 1983-1987
- Johann Wolfgang Goethe
  - Romans, 1954
  - Théâtre complet, 1988
- Nicolas Gogol : Œuvres complètes, 1966
- Carlo Goldoni : Théâtre, 1972
- Maxime Gorki : Œuvres, 2005
- Julien Gracq : Œuvres complètes, 2 volumes, 1989-1995
- Julien Green : Œuvres complètes, 8 volumes, 1972-1998
- Alexandre Griboïèdov-Alexandre Pouchkine-Mikhaïl Lermontov : Œuvres, 1973

## H
- Ernest Hemingway : Œuvres romanesques, 2 volumes, 1966-1967
- Hérodote-Thucydide : Œuvres complètes, 1964
- Friedrich Hölderlin : Œuvres, 1967
- Homère : Iliade, Odyssée, 1955
- Victor Hugo
  - La Légende des siècles - La Fin de Satan - Dieu, 1950
  - Œuvres poétiques, 3 volumes, 1964-1974
  - Théâtre complet, 2 volumes, 1964
  - Notre-Dame de Paris - Les Travailleurs de la mer, 1975
  - Les Misérables, 1951 (nouvelle édition en 2018)
- Joris-Karl Huysmans : Romans et nouvelles, 2019

## I
- Ibn Khaldûn : Le Livre des exemples, 2 volumes, 2002-2012
- Henrik Ibsen : Théâtre, 2006
- Eugène Ionesco : Théâtre complet, 1990

## J
- Philippe Jaccottet : Œuvres I, 2014
- Henry James : 
  - Nouvelles complètes, 4 volumes, 2003-2011
  - Un portrait de femme et autres romans, 2016
- Alfred Jarry: Œuvres Complètes, 3 volumes, 1972-1988
- James Joyce : Œuvres, 2 volumes, 1982–1995
- Ernst Jünger : Journaux de guerre, 2 volumes, 2008

## K
- Franz Kafka : Œuvres complètes, 4 volumes, 1976-1989 ; nouvelle édition, 4 volumes, 2018-2022
- Emmanuel Kant : Œuvres philosophiques, 3 volumes, 1980-1986
- Joseph Kessel : Romans et récits, 2 volumes, 2020
- Søren Kierkegaard : Œuvres, 2 volumes, 2018
- Rudyard Kipling : 
  - Œuvres, 4 volumes, 1988-2001
  - Le Livre de la jungle, 2023 (tirage spécial)
- Milan Kundera : Œuvre, 2 volumes, 2011

## L
- Jean de La Bruyère : Œuvres complètes, 1951
- Madame de La Fayette : Œuvres complètes, 2014
- Jean de La Fontaine
  - Œuvres complètes I, 1991 (Fables - Contes et nouvelles)
  - Œuvres complètes II, 1943 (Œuvres diverses)
  - Fables, 2021 (tirage spécial)
- François de La Rochefoucauld : Œuvres complètes, 1964
- Louise Labé : Œuvres complètes, 2021
- Pierre Choderlos de Laclos :
  - Les Liaisons dangereuses, 1932 et 2011
  - Œuvres complètes, 1979
- Alphonse de Lamartine : Œuvres poétiques complètes, 1963
- Valery Larbaud : Œuvres, 1957
- Emmanuel de Las Cases : Le Mémorial de Sainte-Hélène, 2 volumes, 1956
- Lautréamont, Germain Nouveau
  - Œuvres complètes, 1970
  - Œuvres complètes, 2009 (Lautréamont uniquement)
- D. H. Lawrence : L'Amant de Lady Chatterley et autres romans, 2024
- Michel Leiris
  - La Règle du jeu, 2003
  - L'Âge d'homme précédé de l'Afrique fantôme, 2014
- Nicolaï Leskov, Mikhaïl Saltykov-Chtchedrine : Œuvres, 1967
- Claude Lévi-Strauss : Œuvres, 2008
- Jack London : Romans, récits et nouvelles, 2 volumes, 2016
- H. P. Lovecraft : Récits, 2024
- Martin Luther : Œuvres, 2 volumes, 1999-2017

## M
- Nicolas Machiavel : Œuvres complètes, 1952
- Nicolas Malebranche : Œuvres, 2 volumes, 1979-1992
- François de Malherbe : Œuvres, 1971
- Stéphane Mallarmé : Œuvres complètes, 2 volumes, 1998-2003
- André Malraux : 
  - Œuvres complètes, 6 volumes, 1989-2010
  - La Condition humaine et autres écrits, 2016 (tirage spécial)
- Pierre Carlet de Chamblain de Marivaux
  - Œuvres de jeunesse, 1972
  - Romans, récits, contes et nouvelles, 1957
  - Théâtre complet, 2 volumes, 1993-1994
- Roger Martin du Gard
  - Œuvres complètes, 2 volumes, 1955
  - Maumort, 1983
- Karl Marx
  - Œuvres I : économie I, 1963
  - Œuvres II : économie II, 1968
  - Œuvres III : philosophie, 1982
  - Œuvres IV : politique I, 1994

- Guy de Maupassant
  - Contes et Nouvelles, 2 volumes, 1974-1979
  - Romans, 1987
- François Mauriac
  - Œuvres romanesques et théâtrales, 4 volumes, 1978-1985
  - Œuvres autobiographiques, 1990
- Herman Melville
  - Œuvres I, 1997 (Taïpi, Omou, Mardi)
  - Œuvres II, 2004 (Redburn, Vareuse-Blanche)
  - Œuvres III, 2006 (Moby Dick, Pierre ou les Ambiguïtés)
  - Œuvres IV, 2010 (Bartleby le scribe, Billy Budd, Marin, et autres romans)
- Prosper Mérimée : Théâtre de Clara Gazul - Romans et nouvelles, 1979
- Henri Michaux : Œuvres complètes, 3 volumes, 1998-2004
- Jules Michelet : Histoire de la Révolution française, 2 volumes, 1939. Nouvelle édition en 2019
- Molière : Œuvres complètes, 2 volumes, 1972. Nouvelle édition en 2010
- Blaise de Monluc : Commentaires (1521-1576), 1964
- Michel de Montaigne : Les Essais, 2007
- Montesquieu : Œuvres complètes, 2 volumes, 1949-1951
- Henry de Montherlant
  - Essais, 1963
  - Romans, 2 volumes, 1959-1982
  - Théâtre, 1955
- Paul Morand
  - Nouvelles complètes, 2 volumes, 1992
  - Romans, 2005
- Alfred de Musset
  - Poésies complètes, 1933 (édition de Maurice Allem)
  - Œuvres en prose, 1938 (édition de Maurice Allem et Paul-Courant)
  - Théâtre complet, 1990

## N
- Vladimir Nabokov : Œuvres romanesques complètes, 3 volumes, 1999-2020
- Shi Nai'an et Luo Guanzhong : Au bord de l'eau, 2 volumes, 1978
- Gérard de Nerval : Œuvres complètes, 3 volumes, 1989-1993
- Nietzsche : Œuvres, 3 volumes, 2000-2023

## O
- Jean d'Ormesson : Œuvres, 2 volumes, 2015-2018
- George Orwell : Œuvres, 2020

## P
- Blaise Pascal : Œuvres complètes, 2 volumes, 1998-2000
- Boris Pasternak : Œuvres, 1990
- Octavio Paz : Œuvres, 2008
- Charles Péguy
  - Œuvres en prose complètes, 3 volumes, 1987-1992
  - Œuvres poétiques et dramatiques, 2014
- Georges Perec : Œuvres, 2 volumes, 2017
- Fernando Pessoa : Œuvres poétiques, 2001
- Luigi Pirandello : Théâtre complet, 2 volumes, 1977-1985
- Platon : Œuvres complètes, 2 volumes, 1940-1943
- Plaute, Térence : Œuvres complètes, 1971
- Plutarque : La Vie des hommes illustres, 2 volumes, 1937
- Edgar Allan Poe : Œuvres en prose, 1932
- Polybe : Histoire, 1970
- Francis Ponge : Œuvres complètes, 2 volumes, 1999-2002
- Jacques Prévert : Œuvres complètes, 2 volumes, 1992-1996
- Marcel Proust
  - À la recherche du temps perdu, 4 volumes, 1987-1989 ; Tirage spécial, 2 volumes, 2022
  - Contre Sainte-Beuve précédé de Pastiches et Mélanges et suivi de Essais et Articles, 1971
  - Jean Santeuil - Les Plaisirs et les Jours, 1971
  - Essais, 2022

## Q
- Raymond Queneau : Œuvres complètes, 3 volumes, 1989-2006
- Thomas de Quincey : Œuvres, 2011

## R
- François Rabelais : Œuvres complètes, 1994
- Jean Racine
  - Œuvres complètes II, 1952
  - Œuvres complètes I, 1999 (édition Georges Forestier)
- Charles-Ferdinand Ramuz : Romans, II volumes, 2005
- Jules Renard
  - Journal (1887-1910), 1960
  - Œuvres, 2 volumes, 1970-1971
- Nicolas Edme Restif de La Bretonne : Monsieur Nicolas, II volumes, 1989
- Cardinal de Retz : Œuvres, 1983
- Rainer Maria Rilke
  - Œuvres en prose - Récits et Essais, 1993
  - Œuvres poétiques et théâtrales, 1997
- Arthur Rimbaud : Œuvres complètes, édité en 1946 (édition de André Rolland de Renéville et Jules Mouquet), 1972 (édition d'Antoine Adam) et 2009 (édition d'André Guyaux).
- Pierre de Ronsard : Œuvres complètes, 2 volumes, 1993-1994
- Philip Roth : 
  - Romans et nouvelles (1959-1977), 2017
  - Romans et récits (1979-1991), 2022
- Jean-Jacques Rousseau
  - Confessions suivi de Rêveries du promeneur solitaire, 1933
  - Œuvres complètes, 5 volumes, 1959-1995

## S
- Sade
  - Œuvres, 2 volumes, 1990-1998
  - Justine et autres romans, 2014 (tirage spécial)
- Antoine de Saint-Exupéry : Œuvres complètes, 2 volumes, 1994-1999
- Saint-John Perse : Œuvres complètes, 1972
- Saint-Simon
  - Mémoires, 8 volumes, 1983-1988
  - Traités politiques et autres écrits, 1996

- Sainte-Beuve
  - Œuvres, 2 volumes, 1949–1951
  - Port-Royal, 3 volumes, 1953-1987
- George Sand
  - Œuvres autobiographiques, 2 volumes, 1970-1971
  - Romans, 2 volumes, 2019
- Nathalie Sarraute : Œuvres complètes, 1996
- Jean-Paul Sartre
  - Œuvres romanesques, 1982
  - Théâtre complet, 2005
  - Les Mots et Autres Écrits autobiographiques, 2010
- Walter Scott
  - Waverley et autres romans, 2003
  - Ivanhoé et autres romans, 2007
- Victor Segalen : Œuvres, 2 volumes, 2020
- Madame de Sévigné : Correspondance, 3 volumes, 1973-1978
- Shakespeare
  - Œuvres complètes I, 2002 (Tragédies I), bilingue (éd. de Jean-Michel Déprats)
  - Œuvres complètes II, 2002 (Tragédies II), bilingue
  - Œuvres complètes III, 2008 (Histoires I), bilingue
  - Œuvres complètes IV, 2008 (Histoires II), bilingue
  - Œuvres complètes V, 2013 (Comédies I), bilingue
  - Œuvres complètes VI, 2016 (Comédies II), bilingue
  - Œuvres complètes VII, 2016 (Comédies III), bilingue
- Georges Simenon
  - Romans, 2 volumes, 2003
  - Pedigree et autres romans, 2009
- Claude Simon : Œuvres, 2 volumes, 2006-2013
- Somadeva : Océan des rivières de contes, 1997
- Spinoza : Œuvres complètes, 1954
- Madame de Staël : Œuvres, 2017
- John Steinbeck : Romans, 2023
- Stendhal
  - Correspondance, 3 volumes, 1963-1969
  - Œuvres intimes, 2 volumes, 1981-1982
  - Voyages en France, 1992
  - Voyages en Italie, 1992
  - Œuvres romanesques complètes, 3 volumes, 2005-2014
- Robert Louis Stevenson : Œuvres, 3 volumes, 2001-2018
- Jules Supervielle : Œuvres poétiques complètes, 1996
- Jonathan Swift : Œuvres, 1965

## T
- Tacite : Œuvres complètes, 1990
- Tallemant des Réaux : Historiettes, 2 volumes, 1960-1961
- Junichirô Tanizaki : Œuvres, 2 volumes, 1997-1998
- Anton Tchekhov, Œuvres, 3 volumes, 1967-1971
- Alexis de Tocqueville : Œuvres, 3 volumes, 1991-2004
- Léon Tolstoï
  - Anna Karénine - Résurrection, 1951
  - Guerre et Paix, 1945
  - Journaux et carnets, 3 volumes, 1979-1985
  - Souvenirs et Récits, 1961
- Ivan Tourguéniev : Romans et nouvelles complets, 3 volumes, 1981-1986
- Michel Tournier : Romans suivi de Le Vent Paraclet, 2017
- Mark Twain : Œuvres, 2015

## V
- Paul Valéry
  - Œuvres, 2 volumes, 1957-1960
  - Cahiers, 2 volumes, 1973-1974
- Jules Vallès : Œuvres, 2 volumes, 1975-1990
- Vâlmikî : Rāmāyana, 1999
- Mario Vargas Llosa : Œuvres romanesques, 2 volumes, 2016
- Paul Verlaine
  - Œuvres poétiques complètes, 1938
  - Œuvres en prose complètes, 1972
- Jules Verne
  - Les Enfants du capitaine Grant — Vingt mille lieues sous les mers, 2012
  - L'Île mystérieuse — Le Sphinx des glaces, 2012
  - Voyage au centre de la Terre et autres romans, 2016
  - Michel Strogoff et autres romans, 2017
  - L'École des Robinsons et autres romans, 2024
- Boris Vian : Œuvres romanesques complètes, 2 volumes, 2010
- Alfred de Vigny
  - Œuvres complètes I, 1986 (Poésie — Théâtre)
  - Œuvres complètes II, 1993 (Prose)

- Auguste de Villiers de l'Isle-Adam : Œuvres complètes, 2 volumes, 1986
- François Villon : Œuvres complètes, 2014
- Virgile : Œuvres complètes, 2015
- Voltaire
  - Correspondance, 13 volumes, 1975-1993
  - Mélanges, 1991
  - Œuvres historiques, 1987
  - Romans et contes, 1979
- Jacques de Voragine : La Légende dorée, 2004

## W
- Oscar Wilde : Œuvres, 1996
- Virginia Woolf
  - Œuvres romanesques, 2 volumes, 2012
  - Mrs. Dalloway et autres écrits, 2025
- Wu Cheng'en : La Pérégrination vers l'Ouest, 2 volumes, 1991

## Y
- Marguerite Yourcenar
  - Œuvres romanesques, 1982
  - Essais et mémoires, 1991

## Z
- Émile Zola
  - Les Rougon-Macquart, 5 volumes, 1960-1967
  - Contes et nouvelles, 1976
  - Les Trois Villes, 2025
- Stefan Zweig : Romans, nouvelles et récits, 2 volumes, 2013

## Anthologies et ensembles
En raison de choix éditoriaux, par rassemblement thématique, géographique ou du fait d'une œuvre peu volumineuse, certains auteurs n'ont pas d'ouvrages consacrés et sont rassemblés seulement dans des anthologies, les écrits ou extraits sont choisis en fonction de la thématique ou de son importance. Les titres seuls indiquent des œuvres anonymes.

### Antiquité (reliure verte)
- Les Épicuriens, 2010 : Cicéron, Cléomède, Claude Galien, Démétrios Lacon, Diogène Laërce, Diogène d'Œnoanda, Épicure, Hermarque, Idoménée, Lucrèce, Métrodore, Philodème, Plutarque, Polyène, Polystrate, Sénèque, Sextus Empiricus et Zénon de Sidon
- Historiens romains, 2 volumes, 1968 : Jules César, Salluste et Tite-Live

- Histoire Auguste et autres historiens païens, 2022 : Aurelius Victor, Eutrope, Festus et des poèmes anonymes.
- Philosophes confucianistes, 2000 : Lunyu, Meng Zi, Grande Étude, Zhong Yong, Xiaojing et Xun Zi
- Philosophes taoïstes, 2 volumes, 1980-2003 : Lao-tseu, Tchouang-tseu, Lie Tseu et Liu An (Huainan Zi)
- Les Présocratiques, 1988 : Sont traduits plus de 70 philosophes, très fragmentaires, faisant partie du catalogue de Walther Kranz et Hermann Diels. Avec Pythagore, Xénophane, Héraclite, Épicharme, Parménide, Zénon d'Élée, Mélissos, Empédocle, Anaxagore, Gorgias, Hippias, Protagoras… Les écoles représentées sont les Phytagoriciens, les Abdéritains, les Milesiens et les Sophistes…
- Romans grecs et latins, 1958 : Apulée, La Confession de Saint-Cyprien, Pétrone, Chariton d'Aphrodise Héliodore, Longus, Achille Tatius, Philostrate et Lucien
- Les Stoïciens, 1962 : Cicéron, Cléanthe, Diogène Laërce, Épictète, Marc-Aurèle, Plutarque et Sénèque
- Tragiques Grecs, 2 volumes, 1962-1967 : Eschyle, Euripide et Sophocle

### Moyen Âge (reliure violette)
- Écrits spirituels du Moyen Âge, 2019 : Anselme de Cantorbéry, Pseudo-Bernard de Clairvaux, Pseudo-Augustin, Hugues de Saint-Victor, Guillaume de Saint-Thierry, Bernard de Clairvaux, Richard de Saint-Victor, Guigues II le Chartreux, Bonaventure, Thomas d'Aquin, Henri Suso, Jean Gerson, Thomas a Kempis, Denys le Chartreux et Jan Mombaer
- Jeux et sapience du Moyen Âge, 1943 : Alain Chartier, Le Jeu d'Adam, Jean Bodel, Courtois d'Arras, Rutebeuf, Adam de la Halle, La Passion du Palatinus, Maistre Pierre Pathelin, La Farce du povre Jouhan, Ogier d'Anglure, Ysopet et Avionnet, Henri de Ferrières et Brunetto Latini
- Historiens et Chroniqueurs du Moyen Âge, 1952 : Robert de Clari, Philippe de Commynes, Jean Froissart, Jean de Joinville et Geoffroi de Villehardouin
- Lais du Moyen Âge, Récits de Marie de France et d'autres auteurs (XIIe et XIIIe siècles), 2018 : Marie de France, Jean Renart, Henri de Valenciennes, Robert Biket, Sir Orfeo, Guingamor, Tydorel, Havelok le Danois ainsi que plusieurs autres lais anonymes.
- Poètes et romanciers du Moyen Âge, 1952 : La Chanson de Roland, Le Charroi de Nîmes, Le Couronnement de Louis, Chrétien de Troyes, Philippe de Thaon, La Folie Tristan, Marie de France, La Chastelaine de Vergi, La Légende du Saint Graal, Aucassin et Nicolette, Lai d'Aristote, Lai de l'oiselet, Roman de Renart, Le Roman de la rose, Les Quinze Joies de mariage, Le Paradis de la Reine Sybille, Jehan de Paris, Guillaume d'Aquitaine, Jaufré Rudel, Guilhem de Cabestanh, Peire Vidal, Bernard de Ventadour - Bertran de Born - Guy d'Ussel - Marie de Ventadour, Chansons de toile - Pastourelles - Virelais et motets, Blondel de Nesle, Richard Cœur de Lion - Hélinant de Froidmont, Conon de Béthune, Le Châtelain de Coucy, Gace Brulé - Le Roi de Navarre, Guiot de Dijon, Colin Muset - Gautier d'Épinal, Vidam de Chartres, Raoul de Ferrières, Rutebeuf, Philippe de Beaumanoir, Guillaume de Machaut, Eustache Deschamps - Froissart - Le Duc de Berry - Le Bâtard de Coucy - Christine de Pizan, Alain Chartier, Charles d'Orléans - Jehan Régnier - François Villon - Jean Molinet - Guillaume Cretin - Jean Lemaire de Belges, Jean Marot
- Théâtre de l'Inde ancienne, 2006 : Les Statues, Le Sacre, La geste du jeune Krishna, Les cuisses brisées, Avimaraka, Les Vœux de Yaugamdharayana, Vasavadatta vue en songe, Kâlidâsa, Urvashi conquise par la vaillance, Malavika et Agnimitra, Shûdraka, Harsha, Priyadarshika, Bhavabhuti, BHATTANARAYANA : Les Tresses renouées
- Tristan et Yseut. Les premières versions européennes, 1995 : Béroul, Thomas d'Angleterre, Eilhart von Oberg, Gottfried von Straßburg, Marie de France, Ulrich de Türheim, La Folie de Tristan,  Heinrich de Freiberg, Frère Robert (en), Sire Tristrem, Tibaut, Tristan le Nain, TAVOLA RITONDA et TRISTRAM ET IZALDA
- Voyageurs arabes, 1995 : Ibn Fadlân, Ibn Jubair, Ibn Battûta et des documents anonymes.

### XVIesiècle(reliure Corinthe)
- Conteurs français du XVIe siècle, 1965 : Cent nouvelles nouvelles, Bonaventure des Périers, Noël du Fail, Marguerite de Navarre, Jacques Yver et Bénigne Poissenot
- Conteurs italiens de la Renaissance, 1993 : Leon Battista Alberti, L'Arétin, Giovanni Sabadino degli Arienti, Cristoforo Armeno, Matteo Bandello, Bernardin de Sienne, Baldassare Castiglione, Giovanni Battista Giraldi, Antonio Cornazzano, Tommaso Costo, Luigi da Porto, Giovanni di Gherardo da Prato (it), Ascanio de' Mori da Ceno (it), Anton Francesco Doni, Sebastiano Erizzo, Agnolo Firenzuola, Giovanni Forteguerri, Pietro Fortini (it), Anton Francesco Grazzini, Masuccio Guardati, Ortensio Lando, Laurent de Médicis, Léonard de Vinci, Machiavel, Antonio Manetti, Francesco Maria Molza, Girolamo Morlini, Giustiniano Nelli, Girolamo Parabosco, Gentile Sermini, Giovanni Francesco Straparola et Piero Veneziano
- La Pléiade, Poésie, poétique, documents, 2024 : Pierre de Ronsard, Jean Bastier de La Péruse, Joachim du Bellay, Pontus de Tyard, Jean-Antoine de Baïf, Guillaume Des Autels et Étienne Jodelle
- Poètes du XVIe siècle, 1953 : Clément Marot, Maurice Scève et Pernette du Guillet
- Romans picaresques espagnols, 1968 : Mateo Alemán, Francisco de Quevedo et La Vie de Lazarillo de Tormes
- Théâtre espagnol du XVIe siècle, 1983 : Fernando de Rojas, Gil Vicente, Juan del Encina, Lucas Fernández (es), Bartolomé Torres Naharro (es), Lope de Rueda, Juan de la Cueva, Juan de Timoneda, Lupercio Leonardo de Argensola, José de Valdivielso (es), Agustín de Rojas Villandrando et Miguel de Cervantès. Inclus un recueil d'Autos anciens : Auto du sacrifice d'Abraham, Auto du martyre de sainte Barbe et Auto du procès de l'Homme.
- Théâtre élisabéthain, 2 volumes, 2009 : Arden de Faversham, Francis Beaumont, John Fletcher, Richard Brome, George Chapman, Thomas Dekker, Everyman, John Ford, Robert Greene, Thomas Heywood, L'Homme face à la mort, Ben Jonson, Thomas Kyd, John Lyly, Christopher Marlowe, John Marston, Philip Massinger, Thomas Middleton, Thomas Norton, George Peele, Henry Porter, William Rowley, Thomas Sackville et John Webster

### XVIIesiècle(reliure rouge vénitien)
- Libertins du XVIIe siècle, 2 volumes, 1998-2004 : Théophile de Viau, Gabriel Naudé, Tristan L'Hermite, Pierre Gassendi, Charles Dassoucy, Cyrano de Bergerac, L'École des filles, La Mothe Le Vayer, Theophrastus redivivus, Guy Patin, Bussy-Rabutin, Saint-Évremond, Pierre Bayle et Fontenelle
- Nouvelles du XVIIe siècle, 1997 : François du Souhait – François de Rosset – Jean-Pierre Camus – François de Bassompierre – Charles Sorel – Paul Scarron – Jean Regnault de Segrais – Madame de Lafayette – Jean Donneau de Visé – Fléchier - «Le Mercure Galant» - Saint-Réal - Mme de Villedieu – Courtilz de Sandras - Préchac - Du Plaisir - Germont - Moüette - Poisson - Catherine Bernard - Saint-Évremond - Abbé de Choisy - Le Noble.
- Romanciers du XVIIe siècle, 1958 : Charles Sorel, Paul Scarron, Antoine Furetière et Madame de Lafayette
- Romanciers libertins du XVIIIe siècle, 2 vol., 2000-2005 : Pierre-François Godard de Beauchamps - Claude-Prosper Jolyot de Crébillon - Jean-Charles Gervaise de Latouche - Claude Godard d'Aucour - Anne-Gabriel Meusnier de Querlon - Abbé de Voisenon - Jacques Rochette de La Morlière - Louis-Charles Fougeret de Monbron - Jean-Baptiste Boyer d'Argens - Jean-Baptiste Guillard de Servigné - Alexandre Jean Joseph Le Riche de La Popelinière - Stanislas de Boufflers - Nicolas Edme Restif de La Bretonne - Claude-Joseph Dorat - André-Robert Andréa de Nerciat - Mirabeau - Mathieu François Pidansat de Mairobert - Pigault-Lebrun
- Théâtre du XVIIe siècle, 3 volumes, 1975-1992 : Antoine de Montchrestien, Alexandre Hardy, Tabarin, Théophile de Viau, Honorat de Bueil de Racan, Jean de Mairet, Jean Rotrou, Pierre Du Ryer, La Calprenède, Tristan L'Hermite, Jean Desmarets de Saint-Sorlin, Saint-Évremond, Georges de Scudéry, Paul Scarron, Savinien Cyrano de Bergerac, Thomas Corneille, Philippe Quinault, Jean Donneau de Visé, Montfleury, Noël Lebreton de Hauteroche, Fatouville, Michel Baron, Dancourt, Sainctyon, Jean Galbert de Campistron, Jean-François Regnard et La Fosse
- Théâtre espagnol du XVIIe siècle, 2 vol., 1994-1999 : Lope de Vega, Guillén de Castro, Antonio Mira de Amescua, Luis Vélez de Guevara, Juan Ruiz de Alarcón y Mendoza, Tirso de Molina, Antonio Hurtado de Mendoza (es), Luis Quiñones de Benavente, Pedro Calderón de la Barca, Francisco de Rojas Zorrilla et Agustín Moreto

### XVIIIesiècle(reliure bleue)
- Frankenstein et autres romans gothiques, 2014 : William Beckford, Matthew Gregory Lewis, Ann Radcliffe, Mary Shelley et Horace Walpole
- Nouvelles du XVIIIe siècle, 2002 : Mlle de B*** - Antoine Hamilton, - Challe - Marie-Jeanne L'Héritier de Villandon - Le sieur de La Rivière - Rémond de Saint-Mard - Marivaux - Solignac de La Pimpie - Drouet de Maupertuy - Mme de Gomez - Mme de Villeneuve - Abbé Prévost - Boureau-Deslandes - Comte de Caylus - Mlle Cochois - Meusnier de Querlon - Abbé Pernetti - Mme Leprince de Beaumont - Abbé de Voisenon - Thorel de Champigneulles - Bastide - Yon - Chevrier - Cazotte - Saint-Lambert - Jullien dit Desboulmiers - Diderot - Bricaire de La Dixmerie - La Morlière - Mme de Puisieux - Dubois-Fontanelle - Louis-Sébastien Mercier - Léonard - Nougaret - Mme B... d'Arras - Baculard d'Arnaud - Loaisel de Tréogate - Mme Riccoboni - Dorat - D'Ussieux - Imbert - Berquin - Isabelle de Charrière - Rétif de La Bretonne, De Grave - Sade - Camus-Daras, Bernardin de Saint-Pierre - Marmontel - Florian - Ducray-Duminil - Barbault-Royer - Mercier de Compiègne - Mme de Staël et des écrits anonymes.
- Orateurs de la Révolution française : D'Aiguillon, D'Antraigues, Barnave, Bergasse, Boisgelin, Cazalès, Clermont-Tonnerre, Duport, Duval d'Éprémesnil, Lally-Tollendal, Le Chapelier, Malouët, Maury, Mirabeau, Mounier, Sieyès, Talleyrand, Thouret

- Romanciers du XVIIIe siècle, 2 volumes, 1960-1965 : Jacques-Henri Bernardin de Saint-Pierre, Jacques Cazotte, Crébillon fils, Vivant Denon, Charles Pinot Duclos, Antoine Hamilton, Alain-René Lesage, Jean-Baptiste Louvet de Couvray, Abbé Prévost, Donatien Alphonse François de Sade et Gabriel Sénac de Meilhan
- Théâtre du XVIIIe siècle, 2 volumes, 1973-1974 : Jacques Autreau, Claude Crébillon, Alain-René Lesage, Marc-Antoine Legrand, Charles Dufresny, Louis François Delisle de La Drevetière, Antoine Houdar de La Motte, Philippe Destouches, Voltaire, Fagan, Alexis Piron, Pierre-Claude Nivelle de La Chaussée, Jean-Baptiste-Louis Gresset et Thomas-Simon Gueullette

### XIXesiècle(reliure vert émeraude)
- Dracula et autres écrits vampiriques, 2019 : Samuel Taylor Coleridge, John William Polidori, Lord Byron, Joseph Sheridan Le Fanu, Bram Stoker, Florence Marryat et Robert Southey
- Romantiques allemands, 2 volumes, 1963-1973 : Jean Paul, Novalis, Friedrich Schlegel, Ludwig Tieck, E.T.A. Hoffmann, Heinrich von Kleist, Friedrich de La Motte-Fouqué, Wilhelm Heinrich Wackenroder, Joseph Görres, Bonaventura, Clemens Brentano, Bettina von Arnim, Achim von Arnim, Frères Grimm, Joseph von Eichendorff, Justinus Kerner, Eduard Mörike et Georg Büchner

### XXesiècle(reliure havane)
- L'Espèce humaine et autres écrits des camps, 2021 : David Rousset, François Le Lionnais, Robert Antelme, Jean Cayrol, Elie Wiesel, Piotr Rawicz, Charlotte Delbo et Jorge Semprún.

### Anthologie depoésies(reliure rouge de Chine)
- Anthologie bilingue de la poésie espagnole, 1995 :
- Anthologie bilingue de la poésie italienne, 1994 :
- Anthologie de la poésie chinoise, 2015 :
- Anthologie de la poésie française, deux volumes, 2000 :
- Anthologie bilingue de la poésie allemande, 1993 : Dietmar von Aist (en), Heinrich von Morungen, Hartmann von Aue, Reinmar von Hagenau, Wolfram von Eschenbach, Chanson des Nibelungen, Walther von der Vogelweide, Neidhart von Reuental, Konrad von Würzburg, Tannhäuser, Gottfried von Neifen (de), Ulrich von Lichtenstein (de), Heinrich Frauenlob, Johannes Tauler, Oswald von Wolkenstein, Sebastian Brant, Martin Luther, Hans Sachs, Georg Rodolf Weckherlin (en), Friedrich Spee von Langenfeld, Martin Opitz, Simon Dach, Paul Fleming, Johann Grob (de), Gottfried Finckelthaus (de), Friedrich von Logau, Daniel Czepko von Reigersfeld (en), Paul Gerhardt, Johann Rist, Andreas Gryphius, Johann Klaj (en), Georg Philipp Harsdörffer, Sigmund von Birken, Johann Heinrich Schill, Philipp von Zesen, Georg Greflinger (de), Kaspar Stieler (de), Angelus Silesius, Christian Hoffmann von Hoffmannswaldau, Daniel Caspar von Lohenstein, Georg Neumark, Hans Jakob Christoffel von Grimmelshausen, Catharina Regina von Greiffenberg, Christian Wernicke (en), Quirinus Kuhlmann (en), Abraham a Sancta Clara, Johann Christian Günther, Barthold Heinrich Brockes, Ewald Christian von Kleist, Friedrich von Hagedorn, Johann Wilhelm Ludwig Gleim, Johann Nikolaus Götz, Johann Peter Uz, Christian Fürchtegott Gellert, Anna Louisa Karsch, Johann Franz von Palthen, Magnus Gottfried Lichtwer (en), Friedrich Gottlieb Klopstock, Gottlieb Konrad Pfeffel, Matthias Claudius, Christian Friedrich Daniel Schubart, Christian Felix Weiße, Ludwig Hölty, Gottfried August Bürger, Johann Gottfried von Herder, Friedrich von Matthisson, Friederike Brun, Johann Gaudenz von Salis-Seewis, Johann Wolfgang von Goethe, Friedrich von Schiller, Friedrich Hölderlin, Novalis, Ludwig Tieck, Clemens Brentano, Karoline von Günderode, Achim von Arnim, Adelbert von Chamisso, Joseph von Eichendorff, Justinus Kerner, Ludwig Uhland, Wilhelm Müller, Friedrich Rückert, August von Platen, Annette von Droste-Hülshoff, Nikolaus Lenau, Eduard Mörike, Heinrich Heine, Ferdinand Freiligrath, Robert Eduard Prutz, Georg Herwegh, Ludwig Pfau (en), Friedrich Hebbel, Theodor Storm, Gottfried Keller, Conrad Ferdinand Meyer, Emanuel Geibel, Theodor Fontane, Wilhelm Busch, Detlev von Liliencron, Friedrich Nietzsche, Richard Dehmel, Christian Morgenstern, Arno Holz, Frank Wedekind, Stefan George, Hugo von Hofmannsthal, Rainer Maria Rilke, Rudolf Borchardt (de), Ricarda Huch, Theodor Däubler, Else Lasker-Schüler, Hugo Ball, Jakob van Hoddis, Ernst Stadler, Georg Heym, August Stramm, Alfred Wolfenstein, Albert Ehrenstein, Rudolf Leonhard, Alfred Lichtenstein, Johannes R. Becher, Georg Trakl, Erich Mühsam, Paul Zech, Franz Werfel, Yvan Goll, Joachim Ringelnatz, Hans Arp, Kurt Schwitters, Gottfried Benn, Oskar Loerke, Wilhelm Lehmann, Georg Kaiser, Kurt Tucholsky, Klabund, Joseph Weinheber, Albrecht Goes (en), Werner Bergengruen, Gertrud Kolmar, Elisabeth Langgässer, Bertolt Brecht, Erich Kästner, Nelly Sachs, Theodor Kramer, Peter Huchel, Marie Luise Kaschnitz, Rose Ausländer, Günter Eich, Wolfgang Weyrauch (en), Christine Lavant, Ernst Meister, Stephan Hermlin, Karl Krolow, Hilde Domin, Jura Soyfer (en), Johannes Bobrowski, Paul Celan, Ilse Aichinger, Erich Fried, Kurt Marti (en), Hans Carl Artmann, Helmut Heissenbüttel, Eugen Gomringer, Franz Mon (de), Gerhard Rühm, Ernst Jandl, Walter Höllerer (en), Ingeborg Bachmann, Dagmar Nick (de), Günter Grass, Hans Magnus Enzensberger, Günter Kunert, Peter Rühmkorf, Wolf Biermann, Franz Josef Degenhardt, Wolf Biermann, Volker Braun, Peter Härtling, Arnfrid Astel (de), Reiner Kunze, Christoph Meckel (en), Sarah Kirsch, Kurt Bartsch (de), Thomas Bernhard, Jürgen Becker, Nicolas Born, Rolf Dieter Brinkmann, Friedrich Christian Delius, Uwe Timm, Jürgen Theobaldy (de), Karin Kiwus (en), Erich Arendt (de)
- Anthologie bilingue de la poésie anglaise, 2005 : Beowulf, Sire Gauvain et le Chevalier vert, William Langland, Geoffrey Chaucer, William Dunbar, John Skelton, Thomas Wyatt, Henry Howard, Thomas Tusser (en), George Gascoigne (en), Barnabe Googe (en), George Turberville, Edmund Spenser, Walter Raleigh, Fulke Greville, Philip Sidney, John Lyly, Nicholas Breton (en), George Peele, Robert Greene, Chidiock Tichborne (en), Thomas Lodge, George Chapman, Robert Southwell, Samuel Daniel, Michael Drayton, Christopher Marlowe, William Shakespeare, Thomas Nashe, Thomas Campion, Henry Wotton, John Davies (en), John Donne, Ben Jonson, Joseph Hall (en), John Marston, John Fletcher, Richard Corbet (en), Edward Herbert de Cherbury, William Drummond d'Hawthornden, Mary Wroth, William Browne, Robert Herrick, Henry King (en), George Herbert, Thomas Carew, James Shirley, Thomas Randolph (en), William Habington (en), Edmund Waller, William Davenant, John Milton, John Suckling, Sidney Godolphin, William Cartwright, Richard Crashaw, Samuel Butler, Richard Lovelace, Abraham Cowley, Henry Vaughan, Andrew Marvell, John Dryden, Katherine Philips, Thomas Traherne, Aphra Behn, John Wilmot, Anne Finch, Matthew Prior, Jonathan Swift, John Gay, Alexander Pope, Mary Wortley Montagu, James Thomson (1700-1748), Samuel Johnson, Thomas Gray, William Collins, Christopher Smart, Oliver Goldsmith, William Cowper, George Crabbe, William Blake, Robert Burns, William Wordsworth, Walter Scott, Samuel Taylor Coleridge, Walter Savage Landor, Thomas Moore, Lord Byron, Percy Bysshe Shelley, John Clare, John Keats, William Barnes, Thomas Lovell Beddoes, Elizabeth Barrett et Robert Browning, Edward FitzGerald, Alfred Tennyson, Edward Lear, Emily Brontë, Arthur Hugh Clough, Matthew Arnold, Coventry Patmore, George Meredith, Dante Gabriel Rossetti, Christina Rossetti, Lewis Carroll, William Morris, James Thomson (1834-1882), Swinburne, Thomas Hardy, Gerard Manley Hopkins, William Ernest Henley, Oscar Wilde, John Davidson (en), Francis Thompson, Alfred Edward Housman, Rudyard Kipling, W. B. Yeats, Ernest Dowson, William Henry Davies, Walter de la Mare, Edward Thomas, D. H. Lawrence, Siegfried Sassoon, Rupert Brooke, Edwin Muir, T. S. Eliot, Isaac Rosenberg, Ivor Gurney, Hugh MacDiarmid, Wilfred Owen, David Jones, Robert Graves, Basil Bunting, Stevie Smith, Patrick Kavanagh, Cecil Day-Lewis, John Betjeman, William Empson, Louis MacNeice, W. H. Auden, Kathleen Raine, Stephen Spender, Norman MacCaig, Roy Fuller, George Barker, R. S. Thomas, Dylan Thomas, Alun Lewis (en), David Gascoyne, Charles Causley (en), W. S. Graham, Keith Douglas, Edwin Morgan, Donald Davie (en), Philip Larkin, Patricia Beer (en), Charles Tomlinson, Thomas Kinsella (en), John Montague, Thom Gunn, Peter Porter, Jon Silkin (en), Ted Hughes, Geoffrey Hill, Peter Redgrove (en), Adrian Henri, Anne Stevenson (en), Fleur Adcock, Roger McGough (en), Tony Harrison, Michael Edwards, Seamus Heaney, Derek Mahon (en), Hugo Williams, Douglas Dunn, Eavan Boland (en), Jeffrey Wainwright, Craig Raine (en), Brian Patten (en), Peter Reading (en), Ciaran Carson, Tom Paulin (en), James Fenton, Medbh McGuckian (en), Paul Muldoon, Carol Ann Duffy, Stephen Romer (en), Kathleen Jamie et Simon Armitage
- Anthologie bilingue de la poésie latine, 2020 : Livius Andronicus, Plaute, Térence, Cicéron, Lucrèce, Catulle, Virgile, Horace, Tibulle, Properce, Ovide, Sénèque, Lucain, Pétrone, Martial, Stace, Juvénal, Priapées anonymes et épitaphes, Ausone, Claudien, Lactance, Hilaire de Poitiers, Ambroise de Milan, Prudence, Sidoine Apollinaire, Boèce, Venance Fortunat, Paul Diacre, Alcuin, Raban Maur, Adalbéron de Laon, Fulbert de Chartres, Pierre le Vénérable, Geoffroy de Monmouth, Alain de Lille, Hélinand de Froidmont, Thomas d'Aquin, Salve Regina, Carmina Burana, Anonyme de Ripoll, Pétrarque, Boccace, Politien, Érasme, Bembo, L'Arioste, Scaliger, Giordano Bruno, Théodore de Bèze, Joachim du Bellay, Thomas More, John Owen, Baudelaire, Rimbaud, Giovanni Pascoli et Pascal Quignard

### Textes religieux (reliure grise)
- La Bible
  - Ancien Testament, deux volumes, 1956-1959
  - Nouveau Testament, 1971
- Écrits intertestamentaires, 1987
- Écrits apocryphes chrétiens, 2 volumes, 1997-2005
- Évangiles canoniques et apocryphes, 2023 (tirage spécial)

- Le Coran, 1967
- Écrits gnostiques, la bibliothèque de Nag Hammadi, 2007
- Premiers écrits chrétiens, 2016

## Œuvres anonymes et collectives
- Les Mille et Une Nuits, 3 volumes, 2005-2006
- Jin Ping Mei – Fleur en fiole d'or, 2 volumes, 1985
- Le Livre du Graal, 3 volumes, 2001-2009
- Le Roman de Renart, 1998
- Sagas islandaises, 1987
- Spectacles curieux d'aujourd'hui et d'autrefois, 1996

## Albums
Chaque année depuis 1962, une iconographie commentée ainsi qu'une biographie accompagnée, est consacrée à un auteur récemment entré en Pléiade.

## Auteurs envisagés
Selon la foire aux questions du site internet, qui répond sur les auteurs réclamés en Pléiade, Samuel Beckett, Jan Potocki, J. R. R. Tolkien et Le Dit du Genji sont actuellement des projets d'éditions envisagés. Plusieurs auteurs ne sont pas publiés et les responsables de la collection renvoient à l'édition Quarto.